# 耶塞尼采

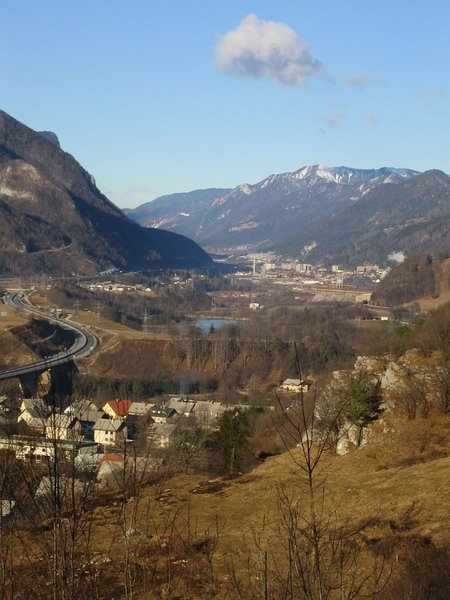
耶塞尼采

耶塞尼采是斯洛文尼亞西北部耶塞尼采市鎮的城鎮及行政中心。距離克拉尼斯卡戈拉15公里。城镇面積为8.5平方公里，海拔高度576.3米，2013年人口数量为13,255人，大部分居民信奉天主教。

## 外部連結
- Official website （页面存档备份，存于）